# Tigermilk
Albums de Belle and Sebastian
If You're Feeling Sinister
Tigermilk est le premier album de Belle and Sebastian, sorti en 1996.
Le disque fut d'abord édité en tirage limité et au format vinyle par le label Electric Honey, puis réédité en 1999 par Jeepster Records.

## Liste des titres
| No  | Titre                      | Durée |
| --- | -------------------------- | ----- |
| 1.  | The State I Am In          |       |
| 2.  | Expectations               |       |
| 3.  | She's Losing It            |       |
| 4.  | You're Just a Baby         |       |
| 5.  | Electronic Renaissance     |       |
| 6.  | I Could Be Dreaming        |       |
| 7.  | We Rule the School         |       |
| 8.  | My Wandering Days Are Over |       |
| 9.  | I Don't Love Anyone        |       |
| 10. | Mary Jo                    |       |